# 秦約
秦約，字文仲，明朝崇明（今上海市崇明区）人。
秦約博学，擅长于写作辞章。洪武初年，以文学被推举。明太祖朱元璋召见他考试《慎独箴》，秦约的文章第一，立即擢为礼部侍郎。母亲年老请求归家。之后，又被召入，陈奏三事，都恳切质直。依旧请求归乡，去世。